# The Piper at the Gates of Dawn
A The Piper at the Gates of Dawn a Syd Barrett vezette Pink Floyd első nagylemeze. 1967. augusztus 5-én jelent meg. Bár Barrettnek a zenekarral való munkája ezen az albumon a legjelentősebb, kisebb mértékben a következő album (A Saucerful of Secrets) munkálataiban is részt vett. Sokak szerint minden idők egyik legjobb albuma, ami óriási hatást gyakorolt a korszak pszichedelikus rockjára és az elkövetkező idők zenéjére. 
A dalszövegek sajátosak – űrről, manókról, madárijesztőkről, biciklikről és mesékről szólnak –, a zene pedig a pszichedelikus rock legjobbjai közé tartozik.Az album címe Kenneth Grahame Békavári uraság (The Wind in the Willows)  című regényének hetedik fejezetéből ered, amelyben Vakond úr és Patkány úr Vidra eltűnt fiát keresve olyan helyre érkezik, ahol a Dudás fuvolázik. „Ez álmaim legkedvesebb helye, a hely, ami mindig megjelent előttem. Ha máshol nem, itt, ezen a szent helyen biztos megtaláljuk.” A dudás (piper) Pán görög istenre utal. A felvételek 1967. február 21-én kezdődtek az Abbey Road Studios 3. stúdiójában; a The Beatles ugyanekkor a 2. stúdióban Sgt. Pepper’s Lonely Hearts Club Band című korszakalkotó albumán dolgozott. A producer az a Norman Smith, aki az 1965-ös Rubber Soul című albumig az összes Beatles-felvétel hangmérnöke volt. A borítón látható képet Vic Singh készítette; azon kevés borító közé tartozik, amelyen láthatók a zenekar tagjai. 
Az albumot pozitívan fogadták, 1967-ben a Record Mirror és a New Musical Express is négy csillagosra értékelte a maximális ötből. 2000-ben a Q magazin alapvető jelentőségűnek minősítette, és felkerült a magazin minden idők legjobb pszichedelikus albumait felsorakoztató listájára. A Mojo magazin 50 legjobb albumot ismertető listáján a 40. lett. Szintén 2000-ben a Q Minden idők 100 legjobb brit albuma listáján az 55. helyet érte el. 2003-ban a Rolling Stone Minden idők 500 legjobb albumának listáján a 347. helyet szerezte meg. Az 1960-as évek egyik meghatározó pszichedelikus rock albumának tartják

## Háttér
1967 januárjában, még az album felvételeinek kezdete előtt, a zenekar a londoni Sound Techniques stúdióban felvette első, Arnold Layne című kislemezét, ami két hónappal később meg is jelent és a brit listákon a 20. helyet érte el. Ugyanebben a stúdióban vettek fel két dalt Peter Whitehead Tonite Let’s All Make Love in London című filmjéhez: az Interstellar Overdrive 16 perces változatát, valamint az improvizációkkal tarkított Nick's Boogie-t. (Utóbbi csak az 1995-ös London ’66–’67 című albumon jelent meg.) A zenekar koncertjein ekkoriban instrumentális dalokat és blues-feldolgozásokat játszottak, ám alkalmanként Syd Barrett szerzeményeit is előadták. Erre többek között 1967. május 12-én, a Games For May című rendezvényen is lehetőségük nyílt.

## A felvételek
A felvételek 1967. február 21-én kezdődtek az Abbey Road Studios 3. stúdiójában; a Beatles ugyanekkor a 2. stúdióban Sgt. Pepper's Lonely Hearts Club Band című korszakalkotó albumán dolgozott. A produceri feladatot Norman Smith látta el, aki az 1965-ös Rubber Soul című albumig az összes Beatles-felvétel hangmérnöke volt. Szintén ő volt a producere az A Saucerful of Secrets és az Ummagumma című albumoknak is. Az Interstellar Overdrive és a Matilda Mother készült el elsőként, utóbbit kislemezen is meg akarták jelentetni. Az Interstellar Overdrive felvétele az egyébként konzervatív szellemű Smith ötlete volt, akinek munkáját gyakran kritizálják azért, mert poposabb hangzású albumot akart készíteni. A dal rövidített, rájátszások nélküli változata 1967 júliusában, egy francia kiadású EP-n jelent meg. Áprilisban felvették a Percy the Rat Catcher (később Lucifer Sam) és a máig kiadatlan She Was a Millionaire című dalt. Nick Mason visszaemlékezése szerint a Beatlest meg is látogatták a szomszéd stúdióban, amikor a Lovely Rita című dalt vették fel. Több eltérő vélemény is létezik a felvételi munkák hatékonyságát illetően. Mason Pink Floyd Inside Out – Kifordítva című könyvében azt írta, hogy a munka zökkenőmentesen zajlott, és az egész folyamat eredményes volt. Ezzel szemben Smith mind a felvételi munkát, mind a zenészek képességeit bírálta. Később azt mondta, hogy a stúdiómunka „maga volt a pokol”. A The Gnome és a The Scarecrow felvétele viszont első próbálkozásra sikerült. A zenekar későbbi albumaival ellentétben Roger Waters mindössze egy dallal járult hozzá az albumhoz, a Take Up Thy Stethoscope and Walkkal. Nyolc dalt Barrett, kettőt pedig az egész zenekar írt. Barrett saját dalait még 1966 második felében, jóval az album felvétele előtt írta. A stúdiómunka utolsó napja 1967. július 5-én volt: ekkor készült el a Pow R. Toc H. felvétele.

## Borító és cím
A borítón látható képet Vic Singh készítette; azon kevés borító közé tartozik, melyen láthatók a zenekar tagjai. Az album címe Kenneth Grahame Szél lengeti a fűzfákat (The Wind in the Willows) című regényének hetedik fejezetéből ered, melyben Vakond úr és Patkány úr – miközben a Vidra eltűnt fiát keresik – olyan helyre érkeznek, ahol a Dudás fuvolázik. „Ez álmaim legkedvesebb helye, a hely, ami mindig megjelent előttem. Ha máshol nem, itt, ezen a szent helyen biztos megtaláljuk.” A dudás (piper) Pánra, a görög istenre utal.
A cím Stevie Wonder 1979-es Power Flower című dalában is hallható („Fire and air, earth water I prepare, I am the piper at the gates of dawning”). A kifejezés az Iron Maiden Wicker Man című dalában is elhangzik („The piper at the gates of dawn is calling you his way”).
A Pink Floyd Shine on You Crazy Diamond című dalában, ami Barrettről szól, a „you piper, you prisoner” (te dudás, te fogoly) valószínűleg az albumra való utalás lehet.

## Kiadások
Az album (monó keverésben) 1967. augusztus 5-én jelent meg, egy hónappal később pedig sztereó kiadásban is kapható volt. A brit listákon a 6. helyet érte el.
Az amerikai kiadást (Tower ST-5093) a Columbia Records Tower Records nevű leányvállalata adta ki 1967 októberében. Címe csupán Pink Floyd volt, hátulján viszont – a brit kiadáshoz hasonlóan – az eredeti cím is szerepelt. Az eredeti kiadáshoz képest jelentősen átszerkesztették, az amerikai listákon pedig csak a 131. helyig jutott. Az Astronomy Domine, a Flaming és a Bike helyett csupán a See Emily Play került fel az albumra. Fontos különbség, hogy az Interstellar Overdrive végén elúszást alkalmaztak ahelyett, hogy a dal a The Gnome-ba szünet nélkül ment volna át (a dalok új sorrendje ezt nem tette lehetővé).
A kanadai kiadás (Capitol ST-6242) mind címében, mind tartalmában megegyezett a brit kiadással.
1973-ban az A Saucerful of Secrets című albummal együtt újra kiadták az A Nice Pair részeként (itt az Astronomy Domine eredeti változatának helyére az Ummagummán hallható koncertfelvétel került). Ennek amerikai kiadásán szintén nem sikerült az Interstellar Overdrive és a The Gnome közötti átmenetet pontosan reprodukálni.
A sztereó kiadás első CD-változata 1987-ben, a digitálisan újrakevert CD 1994-ben (az USA-ban 1995-ben) jelent meg. 1997-ben az EMI Amerikán kívül mindenhol megjelentette a mono változat új kiadását digipak csomagolásban, 3-D-s illusztrációval. Ez azonban nem volt ugyanaz a változat, mint a ma már igen ritka, eredeti mono bakelit kiadás. Ezen az új mono kiadáson a Flaming kissé rövidebb változata hallható (eredeti mono változata 1967-ben az USA-ban kislemezen is megjelent). A harmincadik évfordulóra kiadott albummal egyidőben jelent meg az 1967: The First Three Singles című album, melyen az együttes első három kislemeze hallható. Az 1997-es kiadást sokan bírálták a rossz hangminőség miatt.
A Pink Floyd hivatalos honlapján 2007. június 5-én megjelent tudósítás szerint:
A The Piper at the Gates of Dawn kiadásának 40. évfordulóját megünneplendő, az EMI Records egy különleges album kiadását tervezi augusztus 28-án az USA-ban és szeptember 3-án Európában.
A Storm Thorgerson által tervezett csomagolás egy szövettel borított könyvre hasonlít, melyben 3 CD-lemez és Syd Barrett jegyzetfüzetének 12 oldalas reprodukciója található. Az 1. és 2. CD-n a Piper sztereó illetve mono keverése hallható. Mindkét felvételt James Guthrie újította fel. A 3. CD-n további dalok szerepelnek: a Pink Floyd 1967-es kislemezei (Arnold Layne, See Emily Play, Apples and Oranges), valamint ezek B-oldalai (Candy and a Currant Bun, Paint Box). Helyet kapott még rajta az Interstellar Overdrive második felvétele, ami eddig csak egy francia EP-n jelent meg, valamint az Apples and Oranges sztereó változata is.
A 40. évfordulóval kapcsolatos további eseményekről idejében tájékoztatást nyújtunk.
2007. június 25-én azonban a következő helyreigazítást tették közzé: az európai kiadás augusztus 27-én, az amerikai pedig augusztus 28-án fog megjelenni. Végül 2007. szeptember 4-én a kétlemezes, szeptember 11-én pedig a háromlemezes kiadás is a boltokba került.

## Fogadtatása
Megjelenése idején az albumot pozitív kritikával fogadták, az utóbbi években pedig az 1960-as évek egyik meghatározó pszichedelikus-rockalbumának tartják. 1967-ben a Record Mirror és az NME is négycsillagosra értékelte a maximális ötből. A Record Mirror szerint „a zenekar pszichedelikus imázsa tökéletesen átjön az albumon, mely híven tükrözi tehetségüket és az általuk használt felvételi technikák újszerűségét. Zene, amitől elszáll az ember agya.” Paul McCartney és a Pink Floyd korábbi producere, Joe Boyd szintén dicsérte az albumot. Bírálói (köztük Pete Townshend, a The Who gitárosa) azt kifogásolják, hogy az album alig tükrözi a zenekar koncerteken megszokott stílusát. Az utóbbi években egyre nőtt az album rajongóinak tábora. 1999-ben a Rolling Stone 4,5 csillaggal értékelte az 5-ből és azt írta róla, hogy „Syd Barrett legnagyobb dobása”. 2000-ben a Q magazin alapvető jelentőségűnek minősítette és felkerült a magazin minden idők legjobb pszichedelikus albumait felsorakoztató listájára is. A Mojo magazin 50 legjobb albumot ismertető listáján a 40. lett. Szintén 2000-ben a Q Minden idők 100 legjobb brit albuma listáján az 55. helyet érte el. 2003-ban a Rolling Stone Minden idők 500 legjobb albumának listáján a 347. helyet szerezte meg.

## Az album dalai
Minden dal Syd Barrett szerzeménye, kivéve azok, ahol a szerző neve külön jelölve van.

### Brit kiadás
| 1. | Astronomy Domine                                          | Barrett, Richard Wright                                  | 4:12 |
| 2. | Lucifer Sam                                               | Barrett                                                  | 3:07 |
| 3. | Matilda Mother                                            | Wright, Barrett                                          | 3:08 |
| 4. | Flaming                                                   | Barrett                                                  | 2:46 |
| 5. | Pow R. Toc H. (Barrett, Roger Waters, Wright, Nick Mason) | instrumentális dal, szöveg nélküli ének: Barrett, Waters | 4:26 |
| 6. | Take Up Thy Stethoscope and Walk (Waters)                 | Waters                                                   | 3:05 |

| 1. | Interstellar Overdrive (Barrett, Waters, Wright, Mason) | instrumentális dal | 9:41 |
| 2. | The Gnome                                               | Barrett            | 2:13 |
| 3. | Chapter 24                                              | Barrett            | 3:42 |
| 4. | The Scarecrow                                           | Barrett            | 2:11 |
| 5. | Bike                                                    | Barrett            | 3:21 |

### Amerikai kiadás
| 1. | See Emily Play                                 | Barrett                                                  | 2:53 |
| 2. | Pow R. Toc H. (Barrett, Waters, Wright, Mason) | instrumentális dal, szöveg nélküli ének: Barrett, Waters | 4:26 |
| 3. | Take Up Thy Stethoscope and Walk (Waters)      | Waters                                                   | 3:05 |
| 4. | Lucifer Sam                                    | Barrett                                                  | 3:07 |
| 5. | Matilda Mother                                 | Wright, Barrett                                          | 3:08 |

| 1. | The Scarecrow                                           | Barrett            | 2:11 |
| 2. | The Gnome                                               | Barrett            | 2:13 |
| 3. | Chapter 24                                              | Barrett            | 3:42 |
| 4. | Interstellar Overdrive (Barrett, Waters, Wright, Mason) | instrumentális dal | 9:41 |

### Japán kiadás
| 1. | Astronomy Domine                                          | Barrett, Richard Wright                                  | 4:12 |
| 2. | Lucifer Sam                                               | Barrett                                                  | 3:07 |
| 3. | Matilda Mother                                            | Wright, Barrett                                          | 3:08 |
| 4. | Flaming                                                   | Barrett                                                  | 2:46 |
| 5. | Pow R. Toc H. (Barrett, Roger Waters, Wright, Nick Mason) | instrumentális dal, szöveg nélküli ének: Barrett, Waters | 4:26 |
| 6. | Take Up Thy Stethoscope and Walk (Waters)                 | Waters                                                   | 3:05 |

| 1. | Interstellar Overdrive (Barrett, Waters, Wright, Mason) | instrumentális dal | 9:41 |
| 2. | The Gnome                                               | Barrett            | 2:13 |
| 3. | Chapter 24                                              | Barrett            | 3:42 |
| 4. | The Scarecrow                                           | Barrett            | 2:11 |
| 5. | Bike                                                    | Barrett            | 3:21 |
| 6. | See Emily Play                                          | Barrett            | 2:53 |

### 40. évfordulós kiadás
Az első lemezre az eredeti brit kiadás monó változata, míg a második lemezre az album eredeti sztereó változata került. A harmadik lemezen a Pink Floyd 1967-ben kiadott kislemezei és más ritkaságok szerepelnek. Ezek között található az Interstellar Overdrive második felvétele rájátszások nélkül, ami eddig csak egy francia EP-n jelent meg, valamint az Apples and Oranges sztereó változata. A Matilda Mother itt hallható első változatának még más szövege van, mint ami az albumon megjelent. Végül az Interstellar Overdrive hatodik felvétele került fel az albumra. 1967. március 16-án még négy felvétel készült a dalból, melyek nagyjából 5 percesek voltak (eltekintve egy hibás kezdéstől).
| 1.  | Astronomy Domine                                          | Barrett, Wright                                          | 4:17 |
| 2.  | Lucifer Sam                                               | Barrett                                                  | 3:09 |
| 3.  | Matilda Mother                                            | Wright, Barrett                                          | 3:05 |
| 4.  | Flaming                                                   | Barrett                                                  | 2:46 |
| 5.  | Pow R. Toc H. (Barrett, Roger Waters, Wright, Nick Mason) | instrumentális dal, szöveg nélküli ének: Barrett, Waters | 4:24 |
| 6.  | Take Up Thy Stethoscope and Walk (Waters)                 | Waters                                                   | 3:07 |
| 7.  | Interstellar Overdrive (Barrett, Waters, Wright, Mason)   | instrumentális dal                                       | 9:41 |
| 8.  | The Gnome                                                 | Barrett                                                  | 2:14 |
| 9.  | Chapter 24                                                | Barrett                                                  | 3:53 |
| 10. | The Scarecrow                                             | Barrett                                                  | 2:10 |
| 11. | Bike                                                      | Barrett                                                  | 3:27 |

| 1.  | Astronomy Domine                                          | Barrett, Wright                                          | 4:14 |
| 2.  | Lucifer Sam                                               | Barrett                                                  | 3:07 |
| 3.  | Matilda Mother                                            | Wright, Barrett                                          | 3:08 |
| 4.  | Flaming                                                   | Barrett                                                  | 2:46 |
| 5.  | Pow R. Toc H. (Barrett, Roger Waters, Wright, Nick Mason) | instrumentális dal, szöveg nélküli ének: Barrett, Waters | 4:26 |
| 6.  | Take Up Thy Stethoscope and Walk (Waters)                 | Waters                                                   | 3:06 |
| 7.  | Interstellar Overdrive (Barrett, Waters, Wright, Mason)   | instrumentális dal                                       | 9:40 |
| 8.  | The Gnome                                                 | Barrett                                                  | 2:13 |
| 9.  | Chapter 24                                                | Barrett                                                  | 3:42 |
| 10. | The Scarecrow                                             | Barrett                                                  | 2:11 |
| 11. | Bike                                                      | Barrett                                                  | 3:24 |

| 1. | Arnold Layne                                  | Barrett            | 2:57 |
| 2. | Candy and a Currant Bun                       | Barrett            | 2:45 |
| 3. | See Emily Play                                | Barrett            | 2:54 |
| 4. | Apples and Oranges                            | Barrett            | 3:05 |
| 5. | Paint Box (Wright)                            | Wright             | 3:45 |
| 6. | Interstellar Overdrive (Take 2) (French Edit) | instrumentális dal | 5:15 |
| 7. | Apples and Oranges (Stereo Version)           | Barrett            | 3:11 |
| 8. | Matilda Mother (Alternative Version)          | Barrett            | 3:09 |
| 9. | Interstellar Overdrive (Take 6)               | instrumentális dal | 5:03 |

## Koncertek
Bár az album népszerűsítésére nem szerveztek külön turnét, a zenekar fellépett Írországban és Skandináviában, majd 1967 novemberében első amerikai koncertkörútjára indult. Utóbbi sikertelenségének legfőbb oka Syd Barrett mentális leépülése volt. Az amerikai turnén a Flaminghez és a The Gnome-hoz hasonló könnyedebb dalokat nem játszották, ám az Astronomy Domine és az Interstellar Overdrive továbbra is műsoron maradt. Ez a két dal képezte a koncertek magját, 1970-ig az élő fellépések állandó darabjai voltak. Az Astronomy Domine koncertváltozata felkerült az 1969-es Ummagumma című albumra, de az 1994-es The Division Bell-turnén is gyakran elhangzott (szerepelt az 1995-ben megjelent P•U•L•S•E című dupla koncertalbumon is). A brit kiadás 8-11. dalait játszották élőben a legritkábban. Az Arnold Layne és a See Emily Play sikere nyomán a zenekarnak a kislemezeket is el kellett játszania, ám ezek a dalok Barrett kiválása után lekerültek a koncertek műsoráról. 1968-ban egy ideig rendszeresen előadták a Flaminget és Pow R. Toc H.-t, ám ekkor a Pink Floyd zenéje már komoly változásokon ment keresztül. A Piper néhány dalának átdolgozott változata szerepelt az 1969-es turnén bemutatott The Man and the Journey című műsorban (a The Pink Jungle a Pow R. Toc H. egy részlete volt, az Interstellar Overdrive pedig a The Labyrinths of Auximinesben hangzott el).
1967 szeptemberétől új dalokat is kezdtek játszani. Ezek között volt a Reaction in G (az együttes ironikus reakciója arra, hogy mindenki a slágereket akarta hallani), a Scream Thy Last Scream és a Set the Controls for the Heart of the Sun. Utóbbit Roger Waters írta és az A Saucerful of Secrets című albumon jelent meg. 1973-ig a koncertek szerves részét képezte.
- 1967. április 29–július 19.: koncertek Angliában, Walesben (és június 11-én a hollandiai Vlissingenben)
- 1967. július 20–25.: skóciai és észak-angliai turné
- 1967. július 27–szeptember 2.: angliai fellépések
- 1967. szeptember 9–13.: skandináv turné (Dánia, Svédország)
- 1967. szeptember 15–17.: ír turné
- 1967. szeptember 19–október 28.: angliai fellépések
- 1967. október 24–november 12.: észak-amerikai turné (munkavállalási engedély hiányában az október 24. és november 1. közötti fellépések elmaradtak)
- 1967. november 13.: The Hippy Happy Fair (Rotterdam, Hollandia)
- 1967. november 14–december 5.: The Jimi Hendrix Experience-turné
- 1967. december 6–december 22.: angliai fellépések

## Idézetek
Nagyon jó volt, hogy Syd csatlakozott hozzánk. Előtte R&B-klasszikusokat játszottunk, mert minden zenekar azt csinálta akkoriban. De Syddel mindez megváltozott: egyre többet improvizáltunk a gitárral és az orgonával. Roger basszusjátéka szinte vezető szerephez jutott és én is kifejezésre juttathattam a klasszikus zene iránti rajongásomat.
Emlékszem, az egyik első napunkon az Abbey Roadon, úgy délután fél hat körül átjött hozzánk Ringo (Starr), Paul (McCartney) és George (Harrison). Teljesen megdöbbentünk, ott álltunk földbe gyökerezett lábbal.
Az EMI Norman Smithnek adott minket, nem volt vita. Így Joe Boyd, az eredeti producerünk kikerült a képből. Norman azt szerette volna, hogy úgy játsszunk, mint egy szokásos rockzenekar. Nagyjából olyan volt, mint amilyen George Martin a Beatlesnek, egy tapasztalt ember. De úgy gondolom, Joe több szabadságot adott volna Sydnek, hagyta volna, hogy kedve szerint kísérletezzen. A felvételek három hónapig tartottak, ami akkoriban elég hosszú időnek számított. Általában egy hét alatt felvették a lemezeket, mert a nehezebb részeket stúdiózenészek játszották fel. De a Beatles épp ilyen sokáig dolgozott a Sgt. Pepper's Lonely Hearts Club Banden, úgyhogy az EMI azt gondolta, így kell lemezt készíteni. Egyszer bevittek minket hozzájuk, épp a Lovely Rita című dalon dolgoztak. Olyan volt, mintha a királyi családdal találkoztunk volna.
Biztos vagyok abban, hogy a Beatles lemásolta, amit csináltunk. Épp úgy, ahogy mi is lemásoltuk, ami kihallatszott tőlük.
Nagyon fontos. Úgy gondolom, jobb, ha egy dal többféleképpen értelmezhető. Így sokkal több emberhez eljuthat. Viszont az egyszerű dalokat is szeretem. Szeretem az Arnold Layne-t, mert könnyű megérteni.
Syd dalai nagyon jók voltak, állandóan előjött valami újjal, amiben ott voltak a gyerekkori olvasmányélményei, vagy a dolgok, amiket látott vagy hallott. Ezekhez add hozzá a drogot és a Beatlest, és megkapod Sydet.

## Slágerlistás helyezések
| Lemezeladási lista (1967)                    | Legjobb helyezés |
| -------------------------------------------- | ---------------- |
| Egyesült Királyság (UK Albums Chart)         | 6                |
| USA Billboard 200                            | 131              |
| Lemezeladási lista (1997)                    | Legjobb helyezés |
| Egyesült Királyság (UK Albums Chart)         | 44               |
| Hollandia (Dutch Charts Album Top 100)       | 60               |
| Lemezeladási lista (2007)                    | Legjobb helyezés |
| Belgium (Ultratop Flandria)                  | 28               |
| Belgium (Ultratop Vallónia)                  | 39               |
| Csehország (ČNS IFPI Albums Top 100)         | 34               |
| Egyesült Királyság (UK Albums Chart)         | 22               |
| Hollandia (Dutch Charts Album Top 100)       | 46               |
| Lengyelország (ZPAV Album Top 50)            | 38               |
| Németország (Offizielle Top 100)             | 48               |
| Norvégia (VG-lista Album Top 40)             | 10               |
| Olaszország (FIMI Album Top 20)              | 16               |
| Spanyolország (PROMUSICAE Top 100 Álbumes)   | 70               |
| Svájc (Schweizer Hitparade Top 100 Albums)   | 87               |
| Svédország (Sverigetopplistan Top 60 Albums) | 43               |
| Lemezeladási lista (2011)                    | Legjobb helyezés |
| Franciaország (SNEP Album Top 100)           | 150              |

## Közreműködők
| Pink Floyd - Syd Barrett – ének, gitár - Roger Waters – basszusgitár, ének - Richard Wright – billentyűs hangszerek, vibrafon, ének - Nick Mason – dob, ütőhangszerek | Produkció - Norman Smith – producer - Peter Bown – hangmérnök - Vic Singh – front borító - Syd Barrett – hátsó borító - Peter Jenner – égitestek nevei az Astronomy Domine elején - James Guthrie – újrakeverés (1994-es CD-kiadás) - Storm Thorgerson és Jon Crossland – csomagolás design (1994-es CD-kiadás) |

## Bibliográfia
- Nick Mason: Pink Floyd Inside Out – Kifordítva (Rock Hard kft., Magyarország, 2004) ISBN 963-218-892-6
- Toby Manning: The Rough Guide to Pink Floyd (Rough Guides Ltd, Olaszország, 2006) ISBN 1-84353-575-0
- John Cavanagh: Piper at the Gates of Dawn (Continuum International Publishing, 2003) ISBN 0-8264-1497-4
- Glenn Povey: Echoes – The Complete History of Pink Floyd (Mind Head Publishing, Egyesült Királyság, 2007) ISBN 0-9554624-0-1

## Külső hivatkozások
- Információk az Allmusic honlapján
- Információk a Rolling Stone honlapján
- Általános információk az albumról
- 1001 album, amit hallanod kell, mielőtt meghalsz